# Quân đội Canada
Lực lượng vũ trang Canada (tiếng Anh: Canadian Armed Forces, CAF; tiếng Pháp: Forces armées canadiennes, FAC; hoặc tiếng Anh: Canadian Forces, CF; tiếng Pháp: Forces canadiennes, FC), hay ngắn gọi là Quân đội Canada, là lực lượng quân sự chính quy quốc gia của Canada. Canada đang sử dụng một lực lượng quân sự chuyên nghiệp, tình nguyện gồm 68.250 nhân viên và khoảng 47.081 quân dự bị. Quân đội Canada (CF) gồm có Lục quân Canada, Hải quân Hoàng gia Canada, và Không quân Hoàng gia Canada. Năm 2011, tổng chi tiêu quân sự của Canada là khoảng 24,5 tỷ đô la Canada.
Năm 2016, theo Credit Suisse, tập đoàn ngân hàng chuyên cung cấp các dịch vụ tài chính lâu đời và uy tín hàng đầu thế giới có trụ sở tại Zurich, Thụy Sĩ đã xếp loại lực lượng quân đội của Canada đứng thứ 20 trên thế giới với các tiêu chí:
- Ngân sách cho quân đội: 15,7 tỉ USD
- Số quân nhân chính quy: 92.000
- Xe tăng: 181 chiếc
- Tổng số máy bay: 420 chiếc
- Tàu ngầm: 4 chiếc